# Альберто Сайнс
Карлос Альберто Сайнс (ісп. Carlos Alberto Sainz, 13 грудня 1937, Буенос-Айрес) — аргентинський футболіст, який грав на позиції захисника.

## Клубна кар'єра
Футбольну кар'єру розпочав 1958 року в складі «Архентінос Хуніорс» зі столиці Аргентини. За чотири сезони, проведені в команді, зіграв 72 матчі в Прімера Дивізіоні. Завдяки впевненій грі талановитого захисника помітили інші клуби. Альберто обрав «Рівер Плейт» й приєднався до команди 1962 року. За період перебування в команді не здобув жодного трофею. Найбільшим успіхом періоду перебування в «Рівер Плейт» став вихід до фіналу Кубку Лібертадорес 1966 року, де команда з такими гравцями, як воротар Амадео Каррісо, опорний півзахисник Луїс Кубілья та нападник Хуан Карлос Сарнарі, не вдалася обіграти уругвайський «Пеньяроль» (Монтевідео) у повторному матчі (поразка 2:4 у додатковий час). Альберто Сайнс використовувався тренером «Рівер» Ренато Чезаріні у всіх трьох фінальних матчах та був важливою частиною команди протягом усього турніру. Незважаючи на статус провідного гравця команди у 1967 році 30-річний Сайнс вирішив залишити «Рівер Плейт». У складі «Рівер Плейта» зіграв 151 матч (1 гол) у Прімера Дивізіоні. Потім перебрався до «Сан-Лоренсо» з Мар-дель-Плата, де через два роки завершив кар’єру футболіста, при цьому Альберто встиг зіграти 14 матчів у національному чемпіонаті.

## Кар'єра в збірній
Головний тренер аргентинців Хуан Карлос Лоренсо викликав Сайнса до списку гравців, які поїхали на чемпіонат світу 1962 року в Чилі. На той час захисник «Рівер Плейту» зіграв в першому та останньому матчах групового етапу турніру. Зіграв у переможному (1:0) поєдинку проти новачка чемпіонатів світу Болгарії, так і в нічийному (0:0) поєдинку проти Угорщини Альберто Сайнс. Не виходив на поле в програному (1:3) поєдинку проти Англії. Незважаючи на продовження кар'єри гравця, не отримав виклик на чемпіонат світу 1966 року. З 1961 по 1966 рік зіграв у збірній 6 матчів. 

## Статистика виступів

### Клубна
| «Архентінос Хуніорс»                                                                            |                    |                   |     |    |    |     |     |   |
| 1.ª                                                                                             | 1958               | 3                 | 0   | -  | -  | 3   | 0   |   |
| 1.ª                                                                                             | 1959               | 12                | 0   | -  | -  | 12  | 0   |   |
| 1.ª                                                                                             | 1960               | 28                | 0   | -  | -  | 28  | 0   |   |
| 1.ª                                                                                             | 1961               | 29                | 0   | -  | -  | 29  | 0   |   |
| 1.ª                                                                                             | Усього за клуб     | 72                | 0   | 0  | 0  | 72  | 0   |   |
| «Рівер Плейт»                                                                                   |                    |                   |     |    |    |     |     |   |
| 1.ª                                                                                             | 1962               | 24                | 0   | -  | -  | 24  | 0   |   |
| 1.ª                                                                                             | 1963               | 26                | 0   | -  | -  | 26  | 0   |   |
| 1.ª                                                                                             | 1964               | 27                | 1   | -  | -  | 27  | 1   |   |
| 1.ª                                                                                             | 1965               | 31                | 0   | -  | -  | 31  | 0   |   |
| 1.ª                                                                                             | 1966               | 30                | 0   | 19 | 0  | 49  | 1   |   |
| 1.ª                                                                                             | Метрополітано-1967 | 9                 | 0   | 9  | 0  | 18  | 0   |   |
| 1.ª                                                                                             | Насьональ-1967     | 4                 | 0   | -  | -  | 4   | 0   |   |
| 1.ª                                                                                             | Усього за клуб     | 151               | 1   | 27 | 0  | 178 | 1   |   |
| «Сан-Лоренсо» (Мар-дель-Плата)                                                                  |                    |                   |     |    |    |     |     |   |
| 1.ª                                                                                             | Насьональ-1969     | 6                 | 0   | -  | -  | 15  | 0   |   |
| 1.ª                                                                                             | Загалом за клуб    | 6                 | 0   | 0  | 0  | 6   | 0   |   |
| Усього за кар'єру                                                                               | Усього за кар'єру  | Усього за кар'єру | 229 | 1  | 27 | 0   | 256 | 1 |
| (1) Включаючи дані з Кубку Лібертадорес (1966, 1967). (2) Не включаючи голи у товариські матчі. |                    |                   |     |    |    |     |     |   |